# Зірочка (шаховий маневр)
Маневр «зірочка» — ідея в шаховій композиції. Суть ідеї — король або ферзь, або слон роблять ходи в усі сторони по діагоналі на одне поле, створюючи чотири варіанти або чотири фази, при цьому, якщо взяти усі разом чотири ходи фігури, утворюється зірка.

## Історія
Ця ідея зустрічається у творах шахових композиторів ще в середині ХІХ століття, зокрема у двоходівці вперше виразив у 1849 році німецький шаховий композитор Йозеф Клінг (19.03.1811 — 01.12.1876), у триходівці — у 1857 році американський шаховий композитор Семюєль Лойд (30.01.1841 — 10.04.1911).
В задачі у кожному з чотирьох варіантів або фаз король або слон, або ферзь роблять ходи зі свого поля по діагоналі на сусіднє поле, при цьому, якщо взяти усі разом чотири ходи, утворюється ніби геометрична фігура — чотирипроменева зірка.
Ідея дістала назву — маневр «зірочка». Подальшою розробкою цього маневру є маневр велика зірочка, яку власне вперше і втілив С. Лойд.

## Можливі маневри «зірочка»
У шахових задачах виражено різноколірні маневри мала «зірочка» і велика «зірочка» з такими фігурами, як король, ферзь, слон.

### Маневр мала королівська «зірочка»
Виражається цей маневр, коли у кожному новому варіанті, чи фазі король з певного поля ходить на сусіднє діагональне поле.

#### Мала «зірочка» із чорним королем
Цей маневр може бути виражений навіть у двоходівці.
|   | a | b | c | d | e | f | g | h |   |
| 8 | d7 білий ферзь · c5 білий слон · g5 чорний король · h5 білий пішак · g3 білий пішак · h2 білий король | d7 білий ферзь · c5 білий слон · g5 чорний король · h5 білий пішак · g3 білий пішак · h2 білий король | d7 білий ферзь · c5 білий слон · g5 чорний король · h5 білий пішак · g3 білий пішак · h2 білий король | d7 білий ферзь · c5 білий слон · g5 чорний король · h5 білий пішак · g3 білий пішак · h2 білий король | d7 білий ферзь · c5 білий слон · g5 чорний король · h5 білий пішак · g3 білий пішак · h2 білий король | d7 білий ферзь · c5 білий слон · g5 чорний король · h5 білий пішак · g3 білий пішак · h2 білий король | d7 білий ферзь · c5 білий слон · g5 чорний король · h5 білий пішак · g3 білий пішак · h2 білий король | d7 білий ферзь · c5 білий слон · g5 чорний король · h5 білий пішак · g3 білий пішак · h2 білий король | 8 |
| 7 | d7 білий ферзь · c5 білий слон · g5 чорний король · h5 білий пішак · g3 білий пішак · h2 білий король | d7 білий ферзь · c5 білий слон · g5 чорний король · h5 білий пішак · g3 білий пішак · h2 білий король | d7 білий ферзь · c5 білий слон · g5 чорний король · h5 білий пішак · g3 білий пішак · h2 білий король | d7 білий ферзь · c5 білий слон · g5 чорний король · h5 білий пішак · g3 білий пішак · h2 білий король | d7 білий ферзь · c5 білий слон · g5 чорний король · h5 білий пішак · g3 білий пішак · h2 білий король | d7 білий ферзь · c5 білий слон · g5 чорний король · h5 білий пішак · g3 білий пішак · h2 білий король | d7 білий ферзь · c5 білий слон · g5 чорний король · h5 білий пішак · g3 білий пішак · h2 білий король | d7 білий ферзь · c5 білий слон · g5 чорний король · h5 білий пішак · g3 білий пішак · h2 білий король | 7 |
| 6 | d7 білий ферзь · c5 білий слон · g5 чорний король · h5 білий пішак · g3 білий пішак · h2 білий король | d7 білий ферзь · c5 білий слон · g5 чорний король · h5 білий пішак · g3 білий пішак · h2 білий король | d7 білий ферзь · c5 білий слон · g5 чорний король · h5 білий пішак · g3 білий пішак · h2 білий король | d7 білий ферзь · c5 білий слон · g5 чорний король · h5 білий пішак · g3 білий пішак · h2 білий король | d7 білий ферзь · c5 білий слон · g5 чорний король · h5 білий пішак · g3 білий пішак · h2 білий король | d7 білий ферзь · c5 білий слон · g5 чорний король · h5 білий пішак · g3 білий пішак · h2 білий король | d7 білий ферзь · c5 білий слон · g5 чорний король · h5 білий пішак · g3 білий пішак · h2 білий король | d7 білий ферзь · c5 білий слон · g5 чорний король · h5 білий пішак · g3 білий пішак · h2 білий король | 6 |
| 5 | d7 білий ферзь · c5 білий слон · g5 чорний король · h5 білий пішак · g3 білий пішак · h2 білий король | d7 білий ферзь · c5 білий слон · g5 чорний король · h5 білий пішак · g3 білий пішак · h2 білий король | d7 білий ферзь · c5 білий слон · g5 чорний король · h5 білий пішак · g3 білий пішак · h2 білий король | d7 білий ферзь · c5 білий слон · g5 чорний король · h5 білий пішак · g3 білий пішак · h2 білий король | d7 білий ферзь · c5 білий слон · g5 чорний король · h5 білий пішак · g3 білий пішак · h2 білий король | d7 білий ферзь · c5 білий слон · g5 чорний король · h5 білий пішак · g3 білий пішак · h2 білий король | d7 білий ферзь · c5 білий слон · g5 чорний король · h5 білий пішак · g3 білий пішак · h2 білий король | d7 білий ферзь · c5 білий слон · g5 чорний король · h5 білий пішак · g3 білий пішак · h2 білий король | 5 |
| 4 | d7 білий ферзь · c5 білий слон · g5 чорний король · h5 білий пішак · g3 білий пішак · h2 білий король | d7 білий ферзь · c5 білий слон · g5 чорний король · h5 білий пішак · g3 білий пішак · h2 білий король | d7 білий ферзь · c5 білий слон · g5 чорний король · h5 білий пішак · g3 білий пішак · h2 білий король | d7 білий ферзь · c5 білий слон · g5 чорний король · h5 білий пішак · g3 білий пішак · h2 білий король | d7 білий ферзь · c5 білий слон · g5 чорний король · h5 білий пішак · g3 білий пішак · h2 білий король | d7 білий ферзь · c5 білий слон · g5 чорний король · h5 білий пішак · g3 білий пішак · h2 білий король | d7 білий ферзь · c5 білий слон · g5 чорний король · h5 білий пішак · g3 білий пішак · h2 білий король | d7 білий ферзь · c5 білий слон · g5 чорний король · h5 білий пішак · g3 білий пішак · h2 білий король | 4 |
| 3 | d7 білий ферзь · c5 білий слон · g5 чорний король · h5 білий пішак · g3 білий пішак · h2 білий король | d7 білий ферзь · c5 білий слон · g5 чорний король · h5 білий пішак · g3 білий пішак · h2 білий король | d7 білий ферзь · c5 білий слон · g5 чорний король · h5 білий пішак · g3 білий пішак · h2 білий король | d7 білий ферзь · c5 білий слон · g5 чорний король · h5 білий пішак · g3 білий пішак · h2 білий король | d7 білий ферзь · c5 білий слон · g5 чорний король · h5 білий пішак · g3 білий пішак · h2 білий король | d7 білий ферзь · c5 білий слон · g5 чорний король · h5 білий пішак · g3 білий пішак · h2 білий король | d7 білий ферзь · c5 білий слон · g5 чорний король · h5 білий пішак · g3 білий пішак · h2 білий король | d7 білий ферзь · c5 білий слон · g5 чорний король · h5 білий пішак · g3 білий пішак · h2 білий король | 3 |
| 2 | d7 білий ферзь · c5 білий слон · g5 чорний король · h5 білий пішак · g3 білий пішак · h2 білий король | d7 білий ферзь · c5 білий слон · g5 чорний король · h5 білий пішак · g3 білий пішак · h2 білий король | d7 білий ферзь · c5 білий слон · g5 чорний король · h5 білий пішак · g3 білий пішак · h2 білий король | d7 білий ферзь · c5 білий слон · g5 чорний король · h5 білий пішак · g3 білий пішак · h2 білий король | d7 білий ферзь · c5 білий слон · g5 чорний король · h5 білий пішак · g3 білий пішак · h2 білий король | d7 білий ферзь · c5 білий слон · g5 чорний король · h5 білий пішак · g3 білий пішак · h2 білий король | d7 білий ферзь · c5 білий слон · g5 чорний король · h5 білий пішак · g3 білий пішак · h2 білий король | d7 білий ферзь · c5 білий слон · g5 чорний король · h5 білий пішак · g3 білий пішак · h2 білий король | 2 |
| 1 | d7 білий ферзь · c5 білий слон · g5 чорний король · h5 білий пішак · g3 білий пішак · h2 білий король | d7 білий ферзь · c5 білий слон · g5 чорний король · h5 білий пішак · g3 білий пішак · h2 білий король | d7 білий ферзь · c5 білий слон · g5 чорний король · h5 білий пішак · g3 білий пішак · h2 білий король | d7 білий ферзь · c5 білий слон · g5 чорний король · h5 білий пішак · g3 білий пішак · h2 білий король | d7 білий ферзь · c5 білий слон · g5 чорний король · h5 білий пішак · g3 білий пішак · h2 білий король | d7 білий ферзь · c5 білий слон · g5 чорний король · h5 білий пішак · g3 білий пішак · h2 білий король | d7 білий ферзь · c5 білий слон · g5 чорний король · h5 білий пішак · g3 білий пішак · h2 білий король | d7 білий ферзь · c5 білий слон · g5 чорний король · h5 білий пішак · g3 білий пішак · h2 білий король | 1 |
|   | a | b | c | d | e | f | g | h |   |

1. g4! ~ Zz
1. ... Kf4 2. Df5#
1. ... Kh4 2. Le7#
1. ... Kf6 2. De7#
1. ... Kh6 2.Le3#

#### Мала «зірочка» із білим королем
Якщо цей маневр виражається у двоходівці, то він можливий у кооперативному жанрі, або у чотирьох близнюках на прямий мат.

#### Синтез малих «зірочок» обох королів
Коли в задачі синтезовано даний маневр обох королів, вони ніби копіюють ходи один одного, що додатково відповідає вираженню мавпячої теми.
|   | a | b | c | d | e | f | g | h |   |
| 8 | b7 білий пішак · f4 білий пішак · g4 білий пішак · a3 білий ферзь · c3 білий король · f3 чорний король · g3 білий пішак · h3 біла тура · c2 білий пішак · g2 білий кінь · h2 білий слон · h1 білий кінь | b7 білий пішак · f4 білий пішак · g4 білий пішак · a3 білий ферзь · c3 білий король · f3 чорний король · g3 білий пішак · h3 біла тура · c2 білий пішак · g2 білий кінь · h2 білий слон · h1 білий кінь | b7 білий пішак · f4 білий пішак · g4 білий пішак · a3 білий ферзь · c3 білий король · f3 чорний король · g3 білий пішак · h3 біла тура · c2 білий пішак · g2 білий кінь · h2 білий слон · h1 білий кінь | b7 білий пішак · f4 білий пішак · g4 білий пішак · a3 білий ферзь · c3 білий король · f3 чорний король · g3 білий пішак · h3 біла тура · c2 білий пішак · g2 білий кінь · h2 білий слон · h1 білий кінь | b7 білий пішак · f4 білий пішак · g4 білий пішак · a3 білий ферзь · c3 білий король · f3 чорний король · g3 білий пішак · h3 біла тура · c2 білий пішак · g2 білий кінь · h2 білий слон · h1 білий кінь | b7 білий пішак · f4 білий пішак · g4 білий пішак · a3 білий ферзь · c3 білий король · f3 чорний король · g3 білий пішак · h3 біла тура · c2 білий пішак · g2 білий кінь · h2 білий слон · h1 білий кінь | b7 білий пішак · f4 білий пішак · g4 білий пішак · a3 білий ферзь · c3 білий король · f3 чорний король · g3 білий пішак · h3 біла тура · c2 білий пішак · g2 білий кінь · h2 білий слон · h1 білий кінь | b7 білий пішак · f4 білий пішак · g4 білий пішак · a3 білий ферзь · c3 білий король · f3 чорний король · g3 білий пішак · h3 біла тура · c2 білий пішак · g2 білий кінь · h2 білий слон · h1 білий кінь | 8 |
| 7 | b7 білий пішак · f4 білий пішак · g4 білий пішак · a3 білий ферзь · c3 білий король · f3 чорний король · g3 білий пішак · h3 біла тура · c2 білий пішак · g2 білий кінь · h2 білий слон · h1 білий кінь | b7 білий пішак · f4 білий пішак · g4 білий пішак · a3 білий ферзь · c3 білий король · f3 чорний король · g3 білий пішак · h3 біла тура · c2 білий пішак · g2 білий кінь · h2 білий слон · h1 білий кінь | b7 білий пішак · f4 білий пішак · g4 білий пішак · a3 білий ферзь · c3 білий король · f3 чорний король · g3 білий пішак · h3 біла тура · c2 білий пішак · g2 білий кінь · h2 білий слон · h1 білий кінь | b7 білий пішак · f4 білий пішак · g4 білий пішак · a3 білий ферзь · c3 білий король · f3 чорний король · g3 білий пішак · h3 біла тура · c2 білий пішак · g2 білий кінь · h2 білий слон · h1 білий кінь | b7 білий пішак · f4 білий пішак · g4 білий пішак · a3 білий ферзь · c3 білий король · f3 чорний король · g3 білий пішак · h3 біла тура · c2 білий пішак · g2 білий кінь · h2 білий слон · h1 білий кінь | b7 білий пішак · f4 білий пішак · g4 білий пішак · a3 білий ферзь · c3 білий король · f3 чорний король · g3 білий пішак · h3 біла тура · c2 білий пішак · g2 білий кінь · h2 білий слон · h1 білий кінь | b7 білий пішак · f4 білий пішак · g4 білий пішак · a3 білий ферзь · c3 білий король · f3 чорний король · g3 білий пішак · h3 біла тура · c2 білий пішак · g2 білий кінь · h2 білий слон · h1 білий кінь | b7 білий пішак · f4 білий пішак · g4 білий пішак · a3 білий ферзь · c3 білий король · f3 чорний король · g3 білий пішак · h3 біла тура · c2 білий пішак · g2 білий кінь · h2 білий слон · h1 білий кінь | 7 |
| 6 | b7 білий пішак · f4 білий пішак · g4 білий пішак · a3 білий ферзь · c3 білий король · f3 чорний король · g3 білий пішак · h3 біла тура · c2 білий пішак · g2 білий кінь · h2 білий слон · h1 білий кінь | b7 білий пішак · f4 білий пішак · g4 білий пішак · a3 білий ферзь · c3 білий король · f3 чорний король · g3 білий пішак · h3 біла тура · c2 білий пішак · g2 білий кінь · h2 білий слон · h1 білий кінь | b7 білий пішак · f4 білий пішак · g4 білий пішак · a3 білий ферзь · c3 білий король · f3 чорний король · g3 білий пішак · h3 біла тура · c2 білий пішак · g2 білий кінь · h2 білий слон · h1 білий кінь | b7 білий пішак · f4 білий пішак · g4 білий пішак · a3 білий ферзь · c3 білий король · f3 чорний король · g3 білий пішак · h3 біла тура · c2 білий пішак · g2 білий кінь · h2 білий слон · h1 білий кінь | b7 білий пішак · f4 білий пішак · g4 білий пішак · a3 білий ферзь · c3 білий король · f3 чорний король · g3 білий пішак · h3 біла тура · c2 білий пішак · g2 білий кінь · h2 білий слон · h1 білий кінь | b7 білий пішак · f4 білий пішак · g4 білий пішак · a3 білий ферзь · c3 білий король · f3 чорний король · g3 білий пішак · h3 біла тура · c2 білий пішак · g2 білий кінь · h2 білий слон · h1 білий кінь | b7 білий пішак · f4 білий пішак · g4 білий пішак · a3 білий ферзь · c3 білий король · f3 чорний король · g3 білий пішак · h3 біла тура · c2 білий пішак · g2 білий кінь · h2 білий слон · h1 білий кінь | b7 білий пішак · f4 білий пішак · g4 білий пішак · a3 білий ферзь · c3 білий король · f3 чорний король · g3 білий пішак · h3 біла тура · c2 білий пішак · g2 білий кінь · h2 білий слон · h1 білий кінь | 6 |
| 5 | b7 білий пішак · f4 білий пішак · g4 білий пішак · a3 білий ферзь · c3 білий король · f3 чорний король · g3 білий пішак · h3 біла тура · c2 білий пішак · g2 білий кінь · h2 білий слон · h1 білий кінь | b7 білий пішак · f4 білий пішак · g4 білий пішак · a3 білий ферзь · c3 білий король · f3 чорний король · g3 білий пішак · h3 біла тура · c2 білий пішак · g2 білий кінь · h2 білий слон · h1 білий кінь | b7 білий пішак · f4 білий пішак · g4 білий пішак · a3 білий ферзь · c3 білий король · f3 чорний король · g3 білий пішак · h3 біла тура · c2 білий пішак · g2 білий кінь · h2 білий слон · h1 білий кінь | b7 білий пішак · f4 білий пішак · g4 білий пішак · a3 білий ферзь · c3 білий король · f3 чорний король · g3 білий пішак · h3 біла тура · c2 білий пішак · g2 білий кінь · h2 білий слон · h1 білий кінь | b7 білий пішак · f4 білий пішак · g4 білий пішак · a3 білий ферзь · c3 білий король · f3 чорний король · g3 білий пішак · h3 біла тура · c2 білий пішак · g2 білий кінь · h2 білий слон · h1 білий кінь | b7 білий пішак · f4 білий пішак · g4 білий пішак · a3 білий ферзь · c3 білий король · f3 чорний король · g3 білий пішак · h3 біла тура · c2 білий пішак · g2 білий кінь · h2 білий слон · h1 білий кінь | b7 білий пішак · f4 білий пішак · g4 білий пішак · a3 білий ферзь · c3 білий король · f3 чорний король · g3 білий пішак · h3 біла тура · c2 білий пішак · g2 білий кінь · h2 білий слон · h1 білий кінь | b7 білий пішак · f4 білий пішак · g4 білий пішак · a3 білий ферзь · c3 білий король · f3 чорний король · g3 білий пішак · h3 біла тура · c2 білий пішак · g2 білий кінь · h2 білий слон · h1 білий кінь | 5 |
| 4 | b7 білий пішак · f4 білий пішак · g4 білий пішак · a3 білий ферзь · c3 білий король · f3 чорний король · g3 білий пішак · h3 біла тура · c2 білий пішак · g2 білий кінь · h2 білий слон · h1 білий кінь | b7 білий пішак · f4 білий пішак · g4 білий пішак · a3 білий ферзь · c3 білий король · f3 чорний король · g3 білий пішак · h3 біла тура · c2 білий пішак · g2 білий кінь · h2 білий слон · h1 білий кінь | b7 білий пішак · f4 білий пішак · g4 білий пішак · a3 білий ферзь · c3 білий король · f3 чорний король · g3 білий пішак · h3 біла тура · c2 білий пішак · g2 білий кінь · h2 білий слон · h1 білий кінь | b7 білий пішак · f4 білий пішак · g4 білий пішак · a3 білий ферзь · c3 білий король · f3 чорний король · g3 білий пішак · h3 біла тура · c2 білий пішак · g2 білий кінь · h2 білий слон · h1 білий кінь | b7 білий пішак · f4 білий пішак · g4 білий пішак · a3 білий ферзь · c3 білий король · f3 чорний король · g3 білий пішак · h3 біла тура · c2 білий пішак · g2 білий кінь · h2 білий слон · h1 білий кінь | b7 білий пішак · f4 білий пішак · g4 білий пішак · a3 білий ферзь · c3 білий король · f3 чорний король · g3 білий пішак · h3 біла тура · c2 білий пішак · g2 білий кінь · h2 білий слон · h1 білий кінь | b7 білий пішак · f4 білий пішак · g4 білий пішак · a3 білий ферзь · c3 білий король · f3 чорний король · g3 білий пішак · h3 біла тура · c2 білий пішак · g2 білий кінь · h2 білий слон · h1 білий кінь | b7 білий пішак · f4 білий пішак · g4 білий пішак · a3 білий ферзь · c3 білий король · f3 чорний король · g3 білий пішак · h3 біла тура · c2 білий пішак · g2 білий кінь · h2 білий слон · h1 білий кінь | 4 |
| 3 | b7 білий пішак · f4 білий пішак · g4 білий пішак · a3 білий ферзь · c3 білий король · f3 чорний король · g3 білий пішак · h3 біла тура · c2 білий пішак · g2 білий кінь · h2 білий слон · h1 білий кінь | b7 білий пішак · f4 білий пішак · g4 білий пішак · a3 білий ферзь · c3 білий король · f3 чорний король · g3 білий пішак · h3 біла тура · c2 білий пішак · g2 білий кінь · h2 білий слон · h1 білий кінь | b7 білий пішак · f4 білий пішак · g4 білий пішак · a3 білий ферзь · c3 білий король · f3 чорний король · g3 білий пішак · h3 біла тура · c2 білий пішак · g2 білий кінь · h2 білий слон · h1 білий кінь | b7 білий пішак · f4 білий пішак · g4 білий пішак · a3 білий ферзь · c3 білий король · f3 чорний король · g3 білий пішак · h3 біла тура · c2 білий пішак · g2 білий кінь · h2 білий слон · h1 білий кінь | b7 білий пішак · f4 білий пішак · g4 білий пішак · a3 білий ферзь · c3 білий король · f3 чорний король · g3 білий пішак · h3 біла тура · c2 білий пішак · g2 білий кінь · h2 білий слон · h1 білий кінь | b7 білий пішак · f4 білий пішак · g4 білий пішак · a3 білий ферзь · c3 білий король · f3 чорний король · g3 білий пішак · h3 біла тура · c2 білий пішак · g2 білий кінь · h2 білий слон · h1 білий кінь | b7 білий пішак · f4 білий пішак · g4 білий пішак · a3 білий ферзь · c3 білий король · f3 чорний король · g3 білий пішак · h3 біла тура · c2 білий пішак · g2 білий кінь · h2 білий слон · h1 білий кінь | b7 білий пішак · f4 білий пішак · g4 білий пішак · a3 білий ферзь · c3 білий король · f3 чорний король · g3 білий пішак · h3 біла тура · c2 білий пішак · g2 білий кінь · h2 білий слон · h1 білий кінь | 3 |
| 2 | b7 білий пішак · f4 білий пішак · g4 білий пішак · a3 білий ферзь · c3 білий король · f3 чорний король · g3 білий пішак · h3 біла тура · c2 білий пішак · g2 білий кінь · h2 білий слон · h1 білий кінь | b7 білий пішак · f4 білий пішак · g4 білий пішак · a3 білий ферзь · c3 білий король · f3 чорний король · g3 білий пішак · h3 біла тура · c2 білий пішак · g2 білий кінь · h2 білий слон · h1 білий кінь | b7 білий пішак · f4 білий пішак · g4 білий пішак · a3 білий ферзь · c3 білий король · f3 чорний король · g3 білий пішак · h3 біла тура · c2 білий пішак · g2 білий кінь · h2 білий слон · h1 білий кінь | b7 білий пішак · f4 білий пішак · g4 білий пішак · a3 білий ферзь · c3 білий король · f3 чорний король · g3 білий пішак · h3 біла тура · c2 білий пішак · g2 білий кінь · h2 білий слон · h1 білий кінь | b7 білий пішак · f4 білий пішак · g4 білий пішак · a3 білий ферзь · c3 білий король · f3 чорний король · g3 білий пішак · h3 біла тура · c2 білий пішак · g2 білий кінь · h2 білий слон · h1 білий кінь | b7 білий пішак · f4 білий пішак · g4 білий пішак · a3 білий ферзь · c3 білий король · f3 чорний король · g3 білий пішак · h3 біла тура · c2 білий пішак · g2 білий кінь · h2 білий слон · h1 білий кінь | b7 білий пішак · f4 білий пішак · g4 білий пішак · a3 білий ферзь · c3 білий король · f3 чорний король · g3 білий пішак · h3 біла тура · c2 білий пішак · g2 білий кінь · h2 білий слон · h1 білий кінь | b7 білий пішак · f4 білий пішак · g4 білий пішак · a3 білий ферзь · c3 білий король · f3 чорний король · g3 білий пішак · h3 біла тура · c2 білий пішак · g2 білий кінь · h2 білий слон · h1 білий кінь | 2 |
| 1 | b7 білий пішак · f4 білий пішак · g4 білий пішак · a3 білий ферзь · c3 білий король · f3 чорний король · g3 білий пішак · h3 біла тура · c2 білий пішак · g2 білий кінь · h2 білий слон · h1 білий кінь | b7 білий пішак · f4 білий пішак · g4 білий пішак · a3 білий ферзь · c3 білий король · f3 чорний король · g3 білий пішак · h3 біла тура · c2 білий пішак · g2 білий кінь · h2 білий слон · h1 білий кінь | b7 білий пішак · f4 білий пішак · g4 білий пішак · a3 білий ферзь · c3 білий король · f3 чорний король · g3 білий пішак · h3 біла тура · c2 білий пішак · g2 білий кінь · h2 білий слон · h1 білий кінь | b7 білий пішак · f4 білий пішак · g4 білий пішак · a3 білий ферзь · c3 білий король · f3 чорний король · g3 білий пішак · h3 біла тура · c2 білий пішак · g2 білий кінь · h2 білий слон · h1 білий кінь | b7 білий пішак · f4 білий пішак · g4 білий пішак · a3 білий ферзь · c3 білий король · f3 чорний король · g3 білий пішак · h3 біла тура · c2 білий пішак · g2 білий кінь · h2 білий слон · h1 білий кінь | b7 білий пішак · f4 білий пішак · g4 білий пішак · a3 білий ферзь · c3 білий король · f3 чорний король · g3 білий пішак · h3 біла тура · c2 білий пішак · g2 білий кінь · h2 білий слон · h1 білий кінь | b7 білий пішак · f4 білий пішак · g4 білий пішак · a3 білий ферзь · c3 білий король · f3 чорний король · g3 білий пішак · h3 біла тура · c2 білий пішак · g2 білий кінь · h2 білий слон · h1 білий кінь | b7 білий пішак · f4 білий пішак · g4 білий пішак · a3 білий ферзь · c3 білий король · f3 чорний король · g3 білий пішак · h3 біла тура · c2 білий пішак · g2 білий кінь · h2 білий слон · h1 білий кінь | 1 |
|   | a | b | c | d | e | f | g | h |   |

1. Th6! ~ Zz
1. ... K:g2 2. Kd2 Kf1 3. Df3#
1. ... K:g4 2. Kd4 Kf5 3. Se3#
1. ... Ke2 2. Kb2 Kd1 3. Dd3#
1. ... Ke4 2. Kb4 Kd4 3. Dd3#
Ходи чорного короля повторює білий король — в результаті додатково виражено мавп'ячу тему.

### Маневр велика «зірочка»
Виражається цей маневр, коли у кожному новому варіанті, чи фазі фігури ходять на діагональні поля, які знаходяться через одне поле, або далі від фігури, яка своїми ходами утворить велику «зірочку».